# Elezioni legislative in Svezia del 1976
Le elezioni legislative in Svezia del 1976 si tennero il 19 settembre per il rinnovo del Riksdag. In seguito all'esito elettorale, Thorbjörn Fälldin, espressione del Partito di Centro, divenne Ministro di Stato; nel 1978 fu sostituito da Ola Ullsten, esponente del Partito Popolare Liberale.

## Risultati
| Liste                                              | Voti      | %     | Seggi |
| -------------------------------------------------- | --------- | ----- | ----- |
| Partito Socialdemocratico dei Lavoratori di Svezia | 2 324 603 | 42,75 | 152   |
| Partito di Centro                                  | 1 309 669 | 24,08 | 86    |
| Partito Moderato                                   | 847 672   | 15,59 | 55    |
| Partito Popolare                                   | 601 556   | 11,06 | 39    |
| Partito della Sinistra                             | 258 432   | 4,75  | 17    |
| Unione Cristiano-Democratica                       | 73 844    | 1,36  | –     |
| Altri                                              | 21 972    | 0,40  | –     |
| Totale                                             | 5 437 748 | 100   | 349   |